# Modulacja delta
Modulacja delta, (modulacja DM)  – próbkowanie sygnału informacyjnego z dużą częstotliwością. Koncepcja Modulacji Delta polega na zmniejszeniu dynamiki zmian wartości kolejnych próbek, a zarazem na zwiększeniu korelacji między tymi próbkami. Częstotliwość DM jest znacznie większa od częstotliwości Nyquista, co skutkuje tym, że nie ma wyraźnych zmian sygnału między dwiema sąsiadującymi próbkami, a także że różnica między wartościami tych próbek jest nieznaczna. Zmiany wartości sygnału od próbki do próbki są wówczas na tyle nieznaczne, że informacja o nich (a dokładniej o tym, czy sygnał wzrósł, czy zmalał) może być zakodowana za pomocą tylko jednego znaku binarnego.

## Opis działania
Zasada działania modulatora sygnału DM polega na śledzeniu przyrostów sygnału informacyjnego w chwilach próbkowania i wytworzeniu na tej podstawie jego schodkowej aproksymacji {\displaystyle {\overline {x}}(t).} W każdej chwili próbkowania {\displaystyle nT_{s}} wyznaczana jest próbka {\displaystyle x(nT_{s})} sygnału informacyjnego i porównywana z aproksymowaną wartością sygnału {\displaystyle {\overline {x}}(nT_{s}-T_{s})} w poprzedniej chwili próbkowania. Następnie badany jest znak różnicy:
{\displaystyle e(nT_{s})=x(nT_{s})-{\overline {x}}(nT_{s}-T_{s}).}
I na tej podstawie tworzony jest sygnał binarny:
{\displaystyle {\overline {e}}(nT_{s})=\Delta \operatorname {sgn}[e(nT_{s})].}
Przybierający wartość {\displaystyle +\Delta ,} jeśli różnica jest dodatnia (czyli aktualna próbka sygnału jest większa od wartości aproksymowanej), oraz {\displaystyle -\Delta ,} jeśli różnica ta jest ujemna (czyli aktualna próbka sygnału jest mniejsza od wartości aproksymowanej).
Sygnał binarny {\displaystyle {\overline {e}}(nT_{s})} powstaje więc w wyniku skwantowania sygnału e(nTs) na dwa poziomy {\displaystyle \pm \Delta .} Na podstawie sygnału {\displaystyle {\overline {e}}(nT_{s})} jest wyznaczana następna wartość schodkowego sygnału aproksymującego
{\displaystyle {\overline {x}}(nT_{s})={\overline {x}}(nT_{s}-T_{s})+{\overline {e}}(nT_{s}),}
która jest utrzymywana przez odcinek czas {\displaystyle T_{s}.} W ten sposób jest tworzony schodkowy sygnał aproksymujący {\displaystyle {\overline {x}}(t).} Jeśli sygnał x(t) nie zmienia się między próbkami zbyt szybko, to błąd aproksymacji x(t) – {\displaystyle {\overline {x}}(t)} jest utrzymywany w przedziale {\displaystyle [-\Delta ,+\Delta ].} W końcowym etapie modulacji delta wyznaczana jest sekwencja kodowa kodująca binarnie sygnał {\displaystyle {\overline {e}}(nT_{s}).} Wartości {\displaystyle {\overline {e}}(nT_{s})=\Delta } przyporządkowywany jest znak binarny „1”, a wartości {\displaystyle {\overline {e}}(nT_{s})=-\Delta } – znak binarny „0”. Sekwencja ta jest przesyłana w postaci odpowiedniego kodu impulsowego do odbiornika sygnału DM. Do odbiornika jest zatem przesyłana zakodowana informacja jedynie o kolejnych przyrostach sygnału aproksymującego.

## Literatura
- Jerzy Szabatin, Przetwarzanie sygnałów, 2003.